# خبز أعشاب البحر
خبز أعشاب البحر (بالويلزية: bara lafwr أو bara lawr، بالأيرلندية: sleabhac، بالإنجليزية: Laverbread) هو منتج غذائي مصنوع من الأعشاب البحرية القابلة للأكل يُستهلك في ويلز ويعتبر أحد المآكولات التقليدية المحلية. تتواجد الأعشاب البحرية حول الساحل الغربي في المملكة المتحدة وسواحل أيرلندا. قوامها ناعم وطريّ، شكلها ثالوسي وغالباً ما تنمو ملتصقةً على الحجارة. أكثر أنواع الأعشاب البحرية استخداماً في إعداد هذا الصنف من الطعام هي البورفيرا والتي تعرف أيضا باسم أعشاب البحر الأرجوانية. يتحول لون الأعشاب من الأرجواني إلى الأخضر أثناء عملية التحضير. تتميز الإعشاب البحرية بإحتوائها على نسب عالية من المعادن، خاصة اليود والحديد، حيث أضفى عليها إحتوائها نسباً عالية ًمن اليود طعماً مميزاً بين نكهتي المحار والزيتون.
تزرع الأعشاب البحرية في ويلز باعتبارها مصدراً غذائياً منذ القرن السابع عشر. تُحضر عن طريق غسلها عدّة مرات ثم تركها لتغلي حتى يُصبح قوامها شبيهاً بمعجونٍ يطلق عليه اسم «خبز أعشاب البحر». قد يُباع المنتج بعد تحضيره كما هو، أو قد يُغلف بدقيق الشوفان ويقلى. من الشائع تاول خبز أعشاب البحر مع اللحم المقدد والمحار قلبيّ الشكل على وجبة الإفطار في ويلز، أما في الجنوب الغربي من إنجلترا فَيؤكل مع سجق لحم الخنزير.

## الزراعة
يُعتقد أن زراعة الأعشاب البحرية تتم منذ القِدَم، على الرغم من ذلك، فإن أول ذكر لها كان في كتاب «بريطانيا» لويليام كامدن في أوائل القرن السابع عشر. تُقتلع الأعشاب البحرية من الصخور تُغسل مراراً بالماء الصافي لتنظيفها من الرمل، ثم تغلى حتى تتحول إلى معجون أخضر سلس. يمكن أيضاً أن يُحضر باستخدام البخار لتسريع العملية. يمكن الحفاظ على الأعشاب البحرية لمدة أسبوع تقريباً بعد تحضيرها. خلال القرن الثامن عشر، كان المنتج يُحفظ ويُباع في أقدار فخارية.
عادة ما تُربط زراعة الأعشاب البحرية بويلز، كما أنها ما تزال تُجمع من سواحل بيمبروكشاير وكارمارثينشاير على الرغم من استخدام طرق زراعية مشابهة في إسكتلندا.
يمكن تناول خبز أعشاب البحر بارداً كسلطة إلى جانب لحم الضأن، كما يمكن تسخينه وإضافة القليل من الزبدة وعصير الليمون أو النارنج أو حتى تسخينه دون إضافات وتقديمه بجانب اللحم المقدد المسلوق.

## العشب البحري
يُصنع خبز أعشاب البحر من طحالب البورفيرا أمبليكاليس (بالإنجليزية: Porphyra umbilicalis) من نوع البورفيرا الحمراء التي تنحدر من عائلة البانجات. يُعثر على هذا النوع من الأعشاب البحرية عادةً قرب الساحل الغربي لبريطانيا العظمى والساحل الشرقي لأيرلندا على طول البحر الأيرلندي. قوامها ناعم وطريّ، شكلها ثالوسي وغالباً ما تنمو ملتصقةً على الحجارة. تصنف البورفيرا على أنها من الطحالب الحمراء. تميل إلى أن تكون بنية اللون، إلا أنها تتحول إلى اللون الأخضر الداكن بعد تحضيرها. تتميز الإعشاب البحرية بإحتوائها على نسب عالية من المعادن، خاصة اليود والحديد، حيث أضفى عليها إحتوائها نسباً عالية ًمن اليود طعماً مميزاً بين نكهتي المحار والزيتون.

## التحضير
خبز أعشاب البحر (بالويلزية: bara lafwr أو bara lawr) هو صنف طعام ويلزي تقليدي مصنوع من الأعشاب البحرية. لتحضيره، يجب أن تُغلى الأعشاب البحرية لعدة ساعات، ثم تُفرم أو تُهرس. يمكن بعد ذلك بيع المعجون الناتج كما هو، أو تغليفه بدقيق الشوفان وقليه بعد ذلك.
من الشائع تاول خبز أعشاب البحر مع اللحم المقدد والمحار قلبيّ الشكل على وجبة الإفطار في ويلز، كما يمكن استخدامه أيضًا في صنع صلصة تُقدم مع لحم الضأن أوسرطان البحر أوسمك الراهب، كما يستخدم أيضا في صناعة حساء "cawl lafwr". يَصف ريتشارد بيرتون خبز أعشاب البحر بأنه «كافيار ويلشمان».
غالبًا ما ترتبط الأعشاب البحرية بـقرية بينكلاود (بالويلزية: Penclawdd) والمحار القلبي الشكل الذي تشتهر به. استُخدِمت الأعشاب البحرية قديماً كمصدر للغذاء في ويلز، ولا تزال يؤكل على نطاق واسع في جميع أنحاء المنطقة. بالإضافة إلى ويلز، يُستهلك منتج خبز أعشاب البحر عبر في شمال ديفون، وخاصة ساحل إكسمور حول لينماوث وكومب مارتن وإلفراكومب. في شمال ديفون لا تُطهى أعشاب البحرعامةً مع دقيق الشوفان.

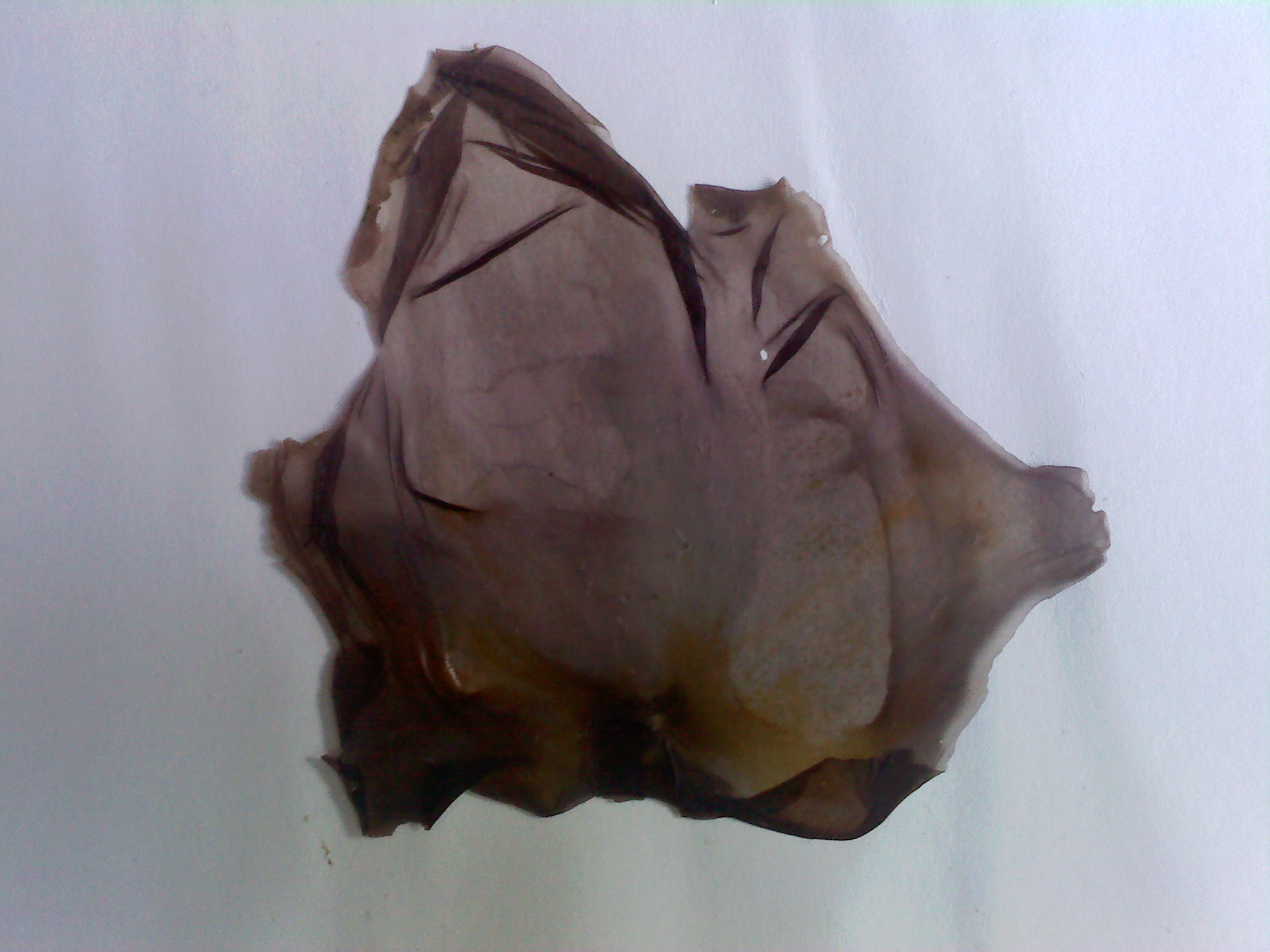
طحالب البورفيرا أمبلكاليس المستخدمة في صنع خبز أعشاب البحر

يتميز منتج خبز أعشاب البحر بكونه مغذي للغاية؛ بسبب احتوائه على نسب عالية من البروتين والحديد واليود. تُعتبر أعشاب البحر الأرجوانية المجففة (نوري) النبات الرئيسي الذي يحتوي على كميات كبيرة من فيتامين ب 12؛ ما يجعل خبز أعشاب البحر المصدر الأنسب لكوبالامين المتاح للنباتيين.